# Honda RC174
Die Honda RC174 ist ein Rennmotorrad des japanischen Motorradherstellers Honda aus dem Jahr 1967, das in der 350-Kubik-Klasse eingesetzt wurde. Dabei nutzt der Viertakt-Sechszylinder-Motor mit 298 cm³ den erlaubten Hubraum nicht aus, da er auf der 250er Honda RC166 basiert.

## Renneinsatz
Der bekannteste Fahrer der RC174 war Mike Hailwood, der u. a. den Weltmeistertitel in der Klasse bis 250 cm³ in den Jahren 1961 mit der Honda RC162 und 1966 sowie 1967 mit der RC166 errungen hatte. Hailwood gewann auf der RC174 in der Saison 1967 sechs der acht ausgetragenen 350er-Rennen und wurde damit souverän vor dem Italiener Giacomo Agostini (MV Agusta) Weltmeister in dieser Hubraumkategorie. Die Überlegenheit der Maschine zeigte sich daran, dass die RC174 im Jahr 1967 insgesamt bei sieben von insgesamt acht Rennen siegte – Hailwoods Teamkollege Ralph Bryans, der WM-Dritter wurde, war beim Großen Preis der Nationen in Monza siegreich.
Damals wurde die Zylinderzahl noch nicht durch das Reglement begrenzt, sodass sich auch mit Viertaktmotoren hohe Leistungen erreichen ließen, obwohl sie nur halb so oft wie Zweitakter zünden können. Auf diese Weise war Honda mit hochdrehenden Motoren in der Lage, sich gegen die damalige starke Konkurrenz von Zweitaktmaschinen durchzusetzen. Als Ende der 1960er-Jahre die Zylinderzahl durch das Reglement begrenzt wurde, konnte Honda mit den konkurrierenden Zweitaktern nicht mehr mithalten und zog sich aus dieser Klasse bis 1985 zurück.

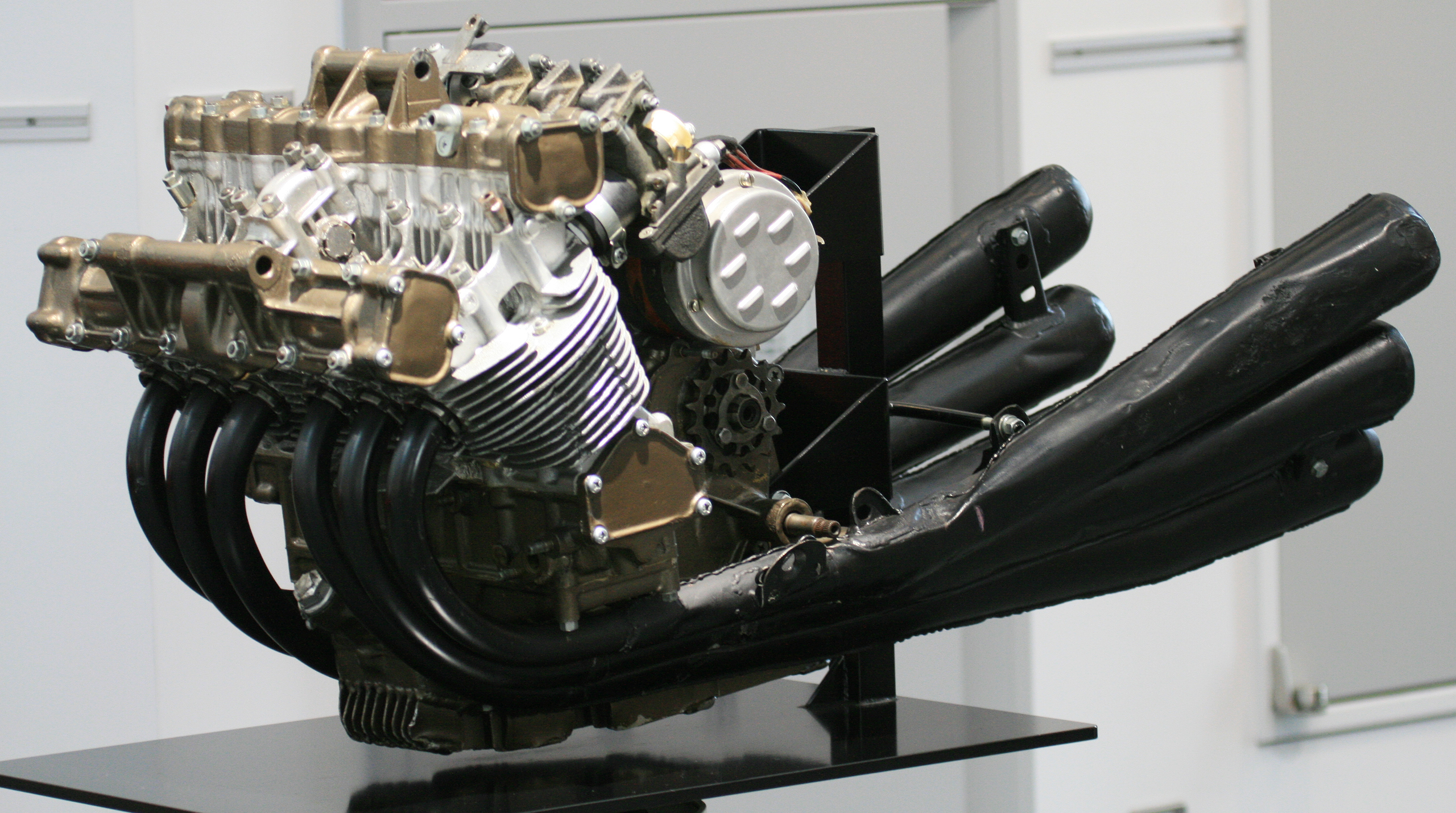
Motor der Honda RC174E

## Technische Daten
Angetrieben wurde die Honda RC174 von einem Sechszylinder-Viertaktmotor mit 297,06 cm³ Hubraum und einer Leistung von 48 kW (65 PS). Die Höchstdrehzahl des Motors war 17.000/min.
Mit einer Bohrung von 41 mm und einem Hub von 37,5 mm ergibt sich ein Zylindervolumen 49,5 cm³. Die Abgase führt eine Sechs-in-Sechs-Auspuffanlage ab. Da Maschinen dieser Art individuell in Kleinstserien gebaut werden, variiert die angegebene Leistung gelegentlich.

## Replika
- George Beale aus Großbritannien hat im Auftrag von Honda einige Replikate der RC174 gebaut, die für einen Preis von 450.000 Euro pro Stück erworben werden können.
- Der Engländer Allen Millyard hat sich selber eine Replika der RC174 gebaut und diesen Nachbau in mehreren Episoden auf YouTube dokumentiert: